# Big Order
Big Order (japanisch ビッグオーダー, Biggu Ōdā) ist eine Mangaserie von Sakae Esuno, die zwischen September 2011 und August 2016 im Magazin Shōnen Ace des Verlags Kadokawa Shoten erschien. Zwischen 2014 und 2017 wurde die Serie vom Verlag Egmont Manga auf Deutsch veröffentlicht. Eine Animeserie wurde zwischen April und Juni 2016 ausgestrahlt, wobei im Oktober 2015 eine Pilotfolge erschien. Die Animeserie erscheint im deutschsprachigen Raum beim Streaminganbieter Crunchyroll.

## Inhalt
Vor 10 Jahren wünschte sich ein Kind die Zerstörung der Welt. Nach der Katastrophe tauchten unter den Überlebenden so genannte Order (能力者, ōdā, wörtlich: „Menschen mit besonderen Fähigkeiten“) auf, welche die Fähigkeit haben, ihre eigenen Wünsche zu erfüllen. Einer von ihnen hat das gewaltige Potential über die Welt zu herrschen und Menschen zu seinen Marionetten zu machen. Diese Kraft gehört Hoshimiya Eiji, der für das zerstörerische Phänomen verantwortlich ist, das sich vor 10 Jahren ereignete.
Seitdem hat Eiji diese Kraft nicht wieder eingesetzt. Eines Tages wird er jedoch gezwungen, sich wieder an diese Kraft zu erinnern und sie einzusetzen, als er sich und seine Schwester Sena vor den Angriffen seiner Mitschülerin Rin Kurenai, ebenfalls ein Order, verteidigen muss. Während diese ausschließlich daran interessiert ist, sich an ihm für den Tod ihrer Eltern vor 10 Jahren zu rächen, hat die Versammlung der Zehn, eine Organisation der Regierung von Kyushu, für die sie arbeitet, die Weltherrschaft zum Ziel. Um dies zu erreichen, ziehen sie Eiji auf ihre Seite, indem sie ihn mit dem Leben seiner Schwester erpressen. Aufgrund seiner Fähigkeit, alles physisch kontrollieren zu können, was sich in seinem Territorium befindet, auch Menschen und Gegenstände, soll Eiji der König einer neuen Welt werden. Gleichzeitig misstrauen sie ihm aber und weihen ihn nur dann in ihre Pläne ein, wenn es zu ihrer Taktik passt.
Im Namen von Eiji erklären sie Kyushu, den Sitz der Zehn, für unabhängig und der Welt den Krieg. Als erster Schritt soll die Präfektur Yamaguchi eingenommen werden. Doch der Regierung unterstehen ebenfalls Order, die mit teils radikalen Mitteln gegen Eiji und die anderen vorgehen…

## Charaktere

### Order
Eiji Hoshimiya (星宮 エイジ, Hoshimiya Eiji)
Eiji ist ein introvertierter Schüler, der generell desinteressiert am Geschehen um ihn herum ist und alle Probleme, die nichts mit ihm zu tun haben, ignoriert. Zusätzlich tendiert er dazu Unterricht zu schwänzen wann immer er will. Er spricht äußerst selten mit seinen Klassenkameraden, weshalb er als sozial ungeschickt angesehen wird. Abgesehen davon bestehen bei ihm aber auch erwachsene Züge, was deutlich wird, als er sich in Rin Kurenai wegen ihrer Schönheit verliebt.
Allerdings hat Eiji das Geheimnis, dass er Schuld an dem zerstörerischen Phänomen, welches vor 10 Jahren stattfand, hat. Außerdem ist er für die Verletzungen seiner Schwester Sena verantwortlich, welche seine oberste Priorität ist und für dessen Sicherheit er bereit wäre zu sterben. Eiji hat sich dafür entschieden seine Kraft nicht mehr zu benutzen, um keinem Menschen mehr etwas anzutun.
Rin Kurenai (紅 鈴, Kurenai Rin)
Rin ist eine Order und arbeitet für die Regierung von Dazaifu (vgl. das historische Dazaifu), die seit dem Zusammenbruch der japanische Zentralregierung die Region Kyūshū verwaltet. Sie ist eine Attentäterin, die Eiji Hoshimiya töten soll. Rin ist ein mutiges und impulsives Mädchen, deren Ziel es ist sich an Eiji zu rächen, welchen sie für den Tod ihrer Eltern verantwortlich macht. Sie besitzt die Fähigkeit Rebirth Fire, wodurch sie Verletzungen heilen kann, sowohl eigene als auch fremde. Stirbt sie, regeneriert sie sich automatisch, was sie unverwundbar macht.

#### Versammlung der Zehn
Raidou Fuwa (不破 雷同, Fuwa Raidō)
Die maskierte Nummer 1 der Versammlung der Zehn hat die Fähigkeit Sleeping Sheep und kann so jede Art von Kampf sofort beenden.
Benkei Narukami (鳴神 弁慶, Narukami Benkei)
Dank seiner Fähigkeit Aramitama ist die Nummer 2 in der Lage, jedes Objekt zu pulverisieren, da es sein Wunsch war, superstark zu werden.
Yoshitsune Hiiragi (柊 義経, Hiiragi Yoshitsune)
Die Nummer 3 ist der eigentliche Kopf der Versammlung der Zehn. Wenn etwas nicht nach Plan läuft, kann er es mit Hilfe seiner Fähigkeit für Fiktion erklären. Hintergrund war sein Wunsch nach Flucht vor der Realität. Für ihn ist Eiji nur ein Werkzeug, obwohl er für seinen Plan eine große Rolle spielt.
Iyo (壱与, Iyo)
Das junge Tempelmädchen Iyo ist die Nummer 4 und besitzt die Fähigkeit der Weissagung. Ihre Vorhersagen treffen zu 100 % zu.
Taikei Nehara (根原 大系, Nehara Taikei)
Er ist die Nummer 5.
Lorin Light (ローリン・ライト, Rōrin Raito)
Da sie sich wünschte, durch die Lüfte fliegen zu können, erlangte die Nummer 6 die Fähigkeit Skyfish Free, mit der sie grenzenlos fliegen kann.
Kokudou Soumoku (草木 国土, Sōmoku Kokudo, dt. „Plants and Earth“)
Die Nummer 7 hat die bizarre Erscheinung eines Baumwesens und eine noch unbekannte Fähigkeit.
Nene Minamoto (源 寧々, Minamoto Nene)
Sie ist die Nummer 8.
Mari Kunou (久能 マリ, Kunō Mari)
Die Nummer 9 ist die Taktikerin der Gruppe. Rangniederen gegenüber kann sie sehr barsch sein, was Eiji zu spüren bekommt. Dies ändert sich, nachdem er ihren Cousin gerettet hat.
Ayahito Sundan (寸断　殺人, Andan Ayahito, dt. „Killer Shredding“)
Als Nummer 10 besitzt er die Fähigkeit der Teleportation.
Fran Abraham Louis (アブラアン・ルイ・フラン, Aburaan Rui Furan)
Er ist ein Mitglied der Versammlung der Zehn und kann dank seiner Fähigkeit Chronographic Caliber die Zeit anhalten, allerdings nur für drei Objekte gleichzeitig. Er hatte sich gewünscht, jemanden zu beschützen, selbst wenn er dafür die Zeit anhalten muss.

### Andere
Daisy (デイジー, Deijī)
Daisy ist eine Fee. Sie ist ein Wesen, das Menschen die Macht der Order gibt und scheint das enorme Wissen einer allwissenden Person zu besitzen.
Sena Hoshimiya (星宮 瀬奈, Hoshimiya Sena)
Sena ist Eijis kleine Schwester. Sie wurde mit einer Bluterkrankung diagnostiziert und soll nur noch sechs Monate zu leben haben.

## Manga
Sakae Esuno begann die Mangaserie nach Beendigung von Mirai Nikki. Das erste Kapitel erschien in der Ausgabe 11/2011 des Magazins Shōnen Ace des Verlags Kadokawa Shoten am 26. September 2011. In der Ausgabe 9/2016 wurde am 26. Juli 2016 das letzte Kapitel der Reihe veröffentlicht; in der darauffolgenden Ausgabe des Magazins folgte am 26. August 2016 ein finales Kapitel als Epilog. Die Einzelkapitel wurden in zehn Sammelbänden zusammengefasst.
Eine deutsche Version erschien zwischen März 2014 und November 2017 vollständig bei Egmont Manga. Bei Sakka erscheint seit August 2013 eine französische Übersetzung.
Bis Februar 2015 wurden von der Serie mehr als 800.000 Exemplare verkauft.
| Band          | Japanisch     | Japanisch              | Deutsch          | Deutsch                 |
| Band          | VÖ-Datum      | ISBN                   | VÖ-Datum         | ISBN                    |
| ------------- | ------------- | ---------------------- | ---------------- | ----------------------- |
| 1             | 21. Dez. 2011 | ISBN 978-4-04-120091-9 | 6. März 2014     | ISBN 978-3-7704-8171-2. |
| 2             | 21. Juni 2012 | ISBN 978-4-04-120246-3 | 5. Juni 2014     | ISBN 978-3-7704-8172-9. |
| 3             | 21. Dez. 2012 | ISBN 978-4-04-120522-8 | 7. Aug. 2014     | ISBN 978-3-7704-8173-6. |
| 4             | 23. Juli 2013 | ISBN 978-4-04-120779-6 | 6. Nov. 2014     | ISBN 978-3-7704-8282-5. |
| 5             | 26. Feb. 2014 | ISBN 978-4-04-121011-6 | 5. Feb. 2015     | ISBN 978-3-7704-8283-2. |
| 6             | 26. Aug. 2014 | ISBN 978-4-04-102016-6 | 7. Mai 2015      | ISBN 978-3-7704-8610-6. |
| 7             | 26. Feb. 2015 | ISBN 978-4-04-102785-1 | 5. Nov. 2015     | ISBN 978-3-7704-8731-8. |
| 8 (limitiert) | 3. Okt. 2015  | ISBN 978-4-04-102872-8 | nicht erschienen | nicht erschienen        |
| 8 (normal)    | 26. Okt. 2015 | ISBN 978-4-04-102871-1 | 1. Juli 2016     | ISBN 978-3-7704-9140-7. |
| 9             | 26. März 2016 | ISBN 978-4-04-104098-0 | 12. Jan. 2017    | ISBN 978-3-7704-9223-7. |
| 10            | 26. Sep. 2016 | ISBN 978-4-04-104793-4 | 2. Nov. 2017     | ISBN 978-3-7704-9587-0. |

## Anime
Der limitierten Fassung des achten Bandes war eine 25-minütige Original Video Animation als Pilotfolge zur ab dem 16. April 2016 erscheinenden Anime-Serie beigelegt. Diese wurde von Studio Asread animiert unter der Regie von Nobuharu Kamanaka und dem Character Design von Chika Kojima, die auch die Animationsleitung innehatte. Die 10 Folgen wurden vom 16. April bis 18. Juni 2016 nach Mitternacht (und damit am vorigen Fernsehtag) auf Tokyo MX und KBS Kyōto gezeigt, sowie mit bis zu einer Woche Versatz auch auf BS11, Chiba TV, TV Kanagawa, TV Saitama, Sun Television, Kumamoto Hōsō, TVQ Kyūshū, Gifu Hōsō und Mie TV.
Außerhalb Asiens wurde die Serie parallel zur japanischen Ausstrahlung von Crunchyroll als Simulcast gestreamt, u. a. mit deutschen Untertiteln.
Die Musik stammt von Evan Call von der Band Elements Garden, während das Titellied Geki (檄) von der Band Yōsei Teikoku ist, die auch das erste Titellied zur Animeadaption von Sakae Esunos Manga Mirai Nikki beisteuerten.

### Synchronisation
| Charakter          | Japanischer Sprecher (Seiyū) |
| ------------------ | ---------------------------- |
| Eiji Hoshimiya     | Masakazu Morita              |
| Rin Kurenai        | Shiori Mikami                |
| Iyo                | Azusa Tadokoro               |
| Sena Hoshimiya     | Misaki Kuno                  |
| Daisy              | Mari Misaki                  |
| Ayahito Sundan     | Yuu Hayashi                  |
| Benkei Narukami    | Fumihiko Tachiki             |
| Yoshitsune Hiiragi | Shinnosuke Tachibana         |
| Fran Abraham Louis | Tarusuke Shingaki            |
| Mari Kunou         | Saori Hayami                 |
| Lorin Light        | Makoto Ishii                 |
| Kokudou Soumoku    | Norio Wakamoto               |

### Episodenliste
| Episode | Deutscher Titel                          | Originaltitel                                                                              | Japanische Erstausstrahlung |
| ------- | ---------------------------------------- | ------------------------------------------------------------------------------------------ | --------------------------- |
| 01      | Order! Erwache, Kraft des Bösen!         | オーダー! 目覚めろ、悪の力! BIG destruction Ōdā! Mezamero, Aku no Chikara! Big destruction | 16. Apr. 2016               |
| 02      | Order! Voran, schau nicht zurück!        | オーダー! 走れ、迷うな! BIG examination Ōdā! Hashire, Mayou na! Big examination            | 23. Apr. 2016               |
| 03      | Order! Durchführung der Strategie!       | オーダー! 計略遂行! BIG strategy Ōdā! Keiryaku Suikō! Big strategy                         | 30. Apr. 2016               |
| 04      | Order! Inmitten von Feindseligkeit!      | オーダー! 怨嗟の中へ! BIG grudge Ōdā! Ensa no Naka e! Big grudge                           | 7. Mai 2016                 |
| 05      | Order! Vergiss nicht deinen Wunsch!      | オーダー! 忘れるな、願い! BIG betrayal Ōdā! Wasureruna, Negai! Big betrayal                | 14. Mai 2016                |
| 06      | Order! Seelen, verbindet euch!           | オーダー! つなげ、魂!! BIG connect Ōdā! Tsunage, Tamashī!! Big connect                     | 21. Mai 2016                |
| 07      | Order! Verteidige deine Überzeugungen!   | オーダー! 守れ、信念! BIG belief Ōdā! Mamore, Shinnen! Big belief                          | 28. Mai 2016                |
| 08      | Order! Auf zum Schlachtfeld!             | オーダー! 急げ、戦地へ! BIG battle Ōdā! Isoge, Senchi e! Big battle                        | 4. Juni 2016                |
| 09      | Order! Enthülle die Wahrheit!            | オーダー! 暴け、真実! BIG revelation Ōdā! Abake, Shinjitsu! Big revelation                 | 11. Juni 2016               |
| 10      | Order! Kämpfe und glaube an dich selbst! | オーダー! 戦え、己を信じて! BIG distortion Ōdā! Tatakae, Onore o Shinjite! Big distortion  | 18. Juni 2016               |